# Baronia de Centelles

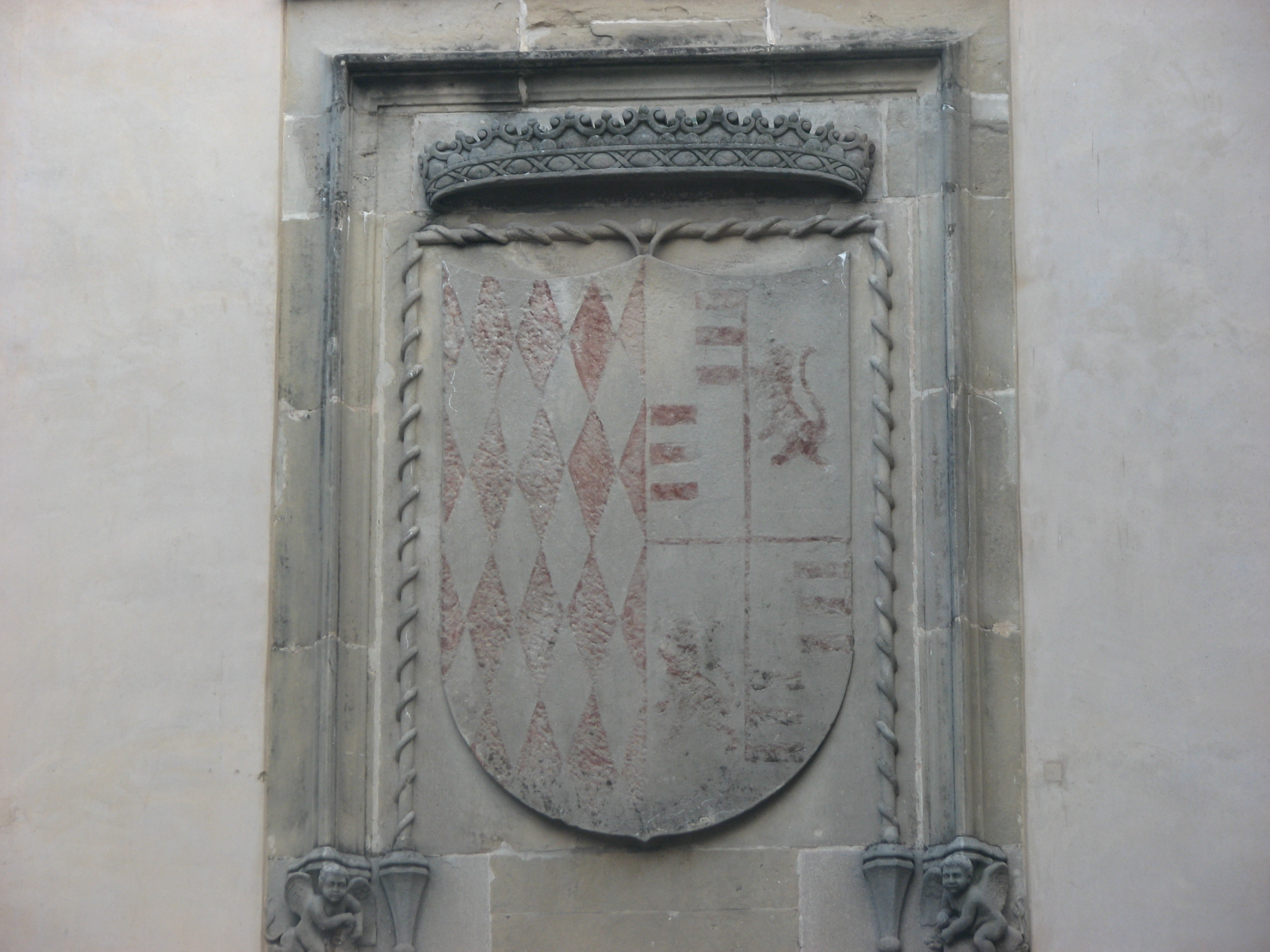
Escut dels Centelles al Portal de la Vila

La Baronia de Centelles fou una jurisdicció feudal centrada en el castell de Centelles o de Sant Esteve (Osona), que pertangué des del segle xi a la família Centelles, la qual prengué aquest cognom pel fet de la possessió del feu.
La línia troncal dels Centelles posseïa la jurisdicció feudal de la baronia de Centelles des de la primera meitat del segle xi, en temps de Guadall I, centrada en el castell homònim dit aleshores de Sant Esteve. El llinatge prengué el seu nom d'aquest feu a partir de la primera meitat del segle xii.
Des dels segles IX-X, el seu terme encabia les actuals demarcacions de Centelles, capital de la baronia, Sant Martí de Centelles (amb Sant Miquel Sesperxes) i Sant Quirze Safaja (excepte Bertí). Els dominis dels Centelles s'anaren ampliant pels territoris veïns de les parròquies d'Osona i el Vallès Oriental: la fortalesa de Blancafort, prop de la Garriga (des del 1184); drets a la vall d'Osor (en feu del rei); el castell de Sentfores (en feu del bisbat de Vic); Manlleu, la domus de Bellpuig i el castell de Sameda (en part, des del 1249; del tot, des del 1380); Sentmenat (com a dot de la baronessa Bearnesa de Montcada); Montmany (on ja tenien drets) i Gallifa (1357); Balenyà, Bertí i Valldaneu. Taradell, que ja dominaven almenys des del 1076, fou venut el 1292 als Cabrera. El 1599, com a culminació de la seva trajectòria de poder, la poderosa baronia esdevingué comtat del Castell de Centelles (també anomenat simplement comtat de Centelles), en la persona de Joaquim I Carròs de Centelles i d'Oms.
Des del segle xiv, una branca de la família Centelles s'instal·là al Regne de València on obtingué les baronies d'Oliva i de Nules, posteriorment comtat d'Oliva i marquesat de Nules; la baronia d'Almedíxer, per entroncament amb els Mercader; i el comtat, després marquesat, de Quirra, a Sardenya, per entroncament amb els Carròs. L'origen d'aquesta successió el trobem al testament d'Eimeric I de Centelles i de Montcada, hereu de la branca troncal dels Centelles, mort a Sogorb el 1336, on restà vinculada la possessió de la baronia de Centelles als seus descendents masculins i, en cas d'extinció de la seva línia, es disposà la substitució pels membres masculins de la línia de Nules. En morir sense successió el seu fill Ramon I de Centelles i de Montcada (1361), Gilabert VI de Centelles i de Montcada (mort el 1368), senyor de Nules, heretà el conjunt de la baronia de Centelles, que destinà des del 1362 al seu fill segon, Eimeric II de Centelles i de Vilanova, mentre que el primogènit, Pere de Centelles i de Vilanova, continuà la línia de Nules, esdevinguda primogènita, considerablement activa en les lluites de bàndols valencianes.
Després de la mort sense successió de l'hereu de la branca principal, el 1478, esdevingué hereu Guillem Ramon I de Centelles (mort el 1490), baró de Torralbes i de Llombai. El succeí Lluís I de Centelles (mort en 1529-38), qui casà amb Toda Carròs (1497). El seu fill Guillem Ramon II Carròs de Centelles (mort el 1565) heretà, a més de la baronia de Centelles, el comtat de Quirra a Sardenya. El seu fill Lluís II Carrós de Centelles i de Pinós morí a Sardenya sense successió (1578-86). Aleshores aconseguí l'herència, després d'un llarg plet amb intervenció reial, el seu cosí Joaquim I Carròs de Centelles i d'Oms (mort el 1601), primer comte del castell de Centelles.
El 1674, en produir-se la mort sense successió de Joaquim II de Carròs de Centelles, els Blanes i els Borja, ducs de Gandia, pledejaren per l'adjudicació del seu llegat. El plet es solucionà amb la partició de l'herència de forma que els Blanes, fent valer els drets derivats de l'enllaç de principis del segle xvi entre Vidal de Blanes i Toda de Centelles, obtingueren el patrimoni català del llinatge i passaren a denominar-se Blanes-Centelles.
Al llarg del segle xviii el llinatge perdé el seu cognom en enllaçar successivament amb altres cases nobiliàries de relleu i implicació hispànica: els Moncayo, els Pignatelli de Aragón i els Llança.